# NGC 7665
NGC 7665 је спирална галаксија у сазвежђу Водолија која се налази на NGC листи објеката дубоког неба.
Деклинација објекта је - 9° 23' 11" а ректасцензија 23h 27m 14,8s. Привидна величина (магнитуда) објекта NGC 7665 износи 13,3 а фотографска магнитуда 13,9. NGC 7665 је још познат и под ознакама MCG -2-59-19, IRAS 23246-0939, PGC 71474.